# 인민문화궁전
인민문화궁전(人民文化宮殿)은 조선민주주의인민공화국 평양직할시 중구역에 위치한 회의장, 연회장이다. 1974년 1월에 개관했으며 부지 면적은 90,000m2, 총 면적은 60,000m2이다.
지상 4층, 지하 1층의 3개 동으로 구성되어 있다. 중앙에 위치한 "가" 동에는 약 700석 규모의 회의실과 회담장, 면담실이 설치되어 있다. 남쪽에 위치한 "나" 동에는 3,000석 규모의 대형 회의실, 집회장이 설치되어 있다. 북쪽에 위치한 "다" 동에는 대연회장과 연회장, 영화관이 있다. 지하층에는 관리 운영에 필요한 사무실, 작업실, 기계실, 휴게실 등이 있다.
인민문화궁전에서는 주로 조선로동당과 조선민주주의인민공화국 정부가 주최하는 각종 집회, 외국에서 온 국빈을 환영하는 연회가 개최된다. 2000년 남북정상회담에서는 김대중 대한민국 대통령을 환영하는 연회가 이 곳에서 열렸다.